# Bombus personatus
Bombus personatus (saknar svenskt namn) är en insekt i överfamiljen bin (Apoidea) och släktet humlor (Bombus) som lever i Centralasien.

## Beskrivning
Bombus personatus är en förhållandevis stor, långtungad humla. Drottningen är mellan 19 och 20 mm, arbetarna mellan 14 och 16 mm och hanarna omkring 16 mm. Honorna har ett svart huvud, där pälsen på hjässan framför allt hos drottningarna är uppblandad med ljusa hår. Hanarna har ett till största delen gulpälsat huvud. Mellankroppen är krämfärgad med ett svart band mellan vingfästena; hos vissa hanar kan de yttre delarna av detta band vara uppblandade med ljusa hår. Mellankroppens sidor och undersida är vita; hos vissa arbetare kan emellertid den vita pälsen vara uppblandad med svart. Bakkroppens två främsta tergiter är krämfärgade (citrongula hos drottningen); de övriga tergiterna är var och en svarta på den främre delen och vita på den bakre. Speciellt tydligt är detta hos drottningen; hanar och arbetare har det vita uppblandat med svart i större eller mindre grad. 

## Ekologi
Arten förekommer sällsynt på torra, alpina högstäpper mellan omkring 3 400 och 5 000 m. En osäker uppgift anger att den kan gå så långt ner som 2 600 m.
Arten samlar pollen och nektar från ett flertal växtfamiljer: amaryllisväxter, ranunkelväxter (likt riddarsporrar), ärtväxter (som ärtbuskar och buskväpplingar), kransblommiga och korgblommiga växter (likt tistlar). 

## Utbredning
Bombus personatus finns på och kring den tibetanska högplatån från Himachal Pradesh i Indien, över Tibet och Nepal till Qinghai, Gansu och Sichuan i centrala Kina. 